# Floda station
Floda station är en järnvägsstation på Västra stambanan i Floda, Lerums kommun. Vid stationen stannar idag pendeltåg på linjen mellan Göteborg och Alingsås. En del pendeltåg vänder i Floda och det finns ett sidospår där de kan vänta på avgång tillbaka.

## Historik

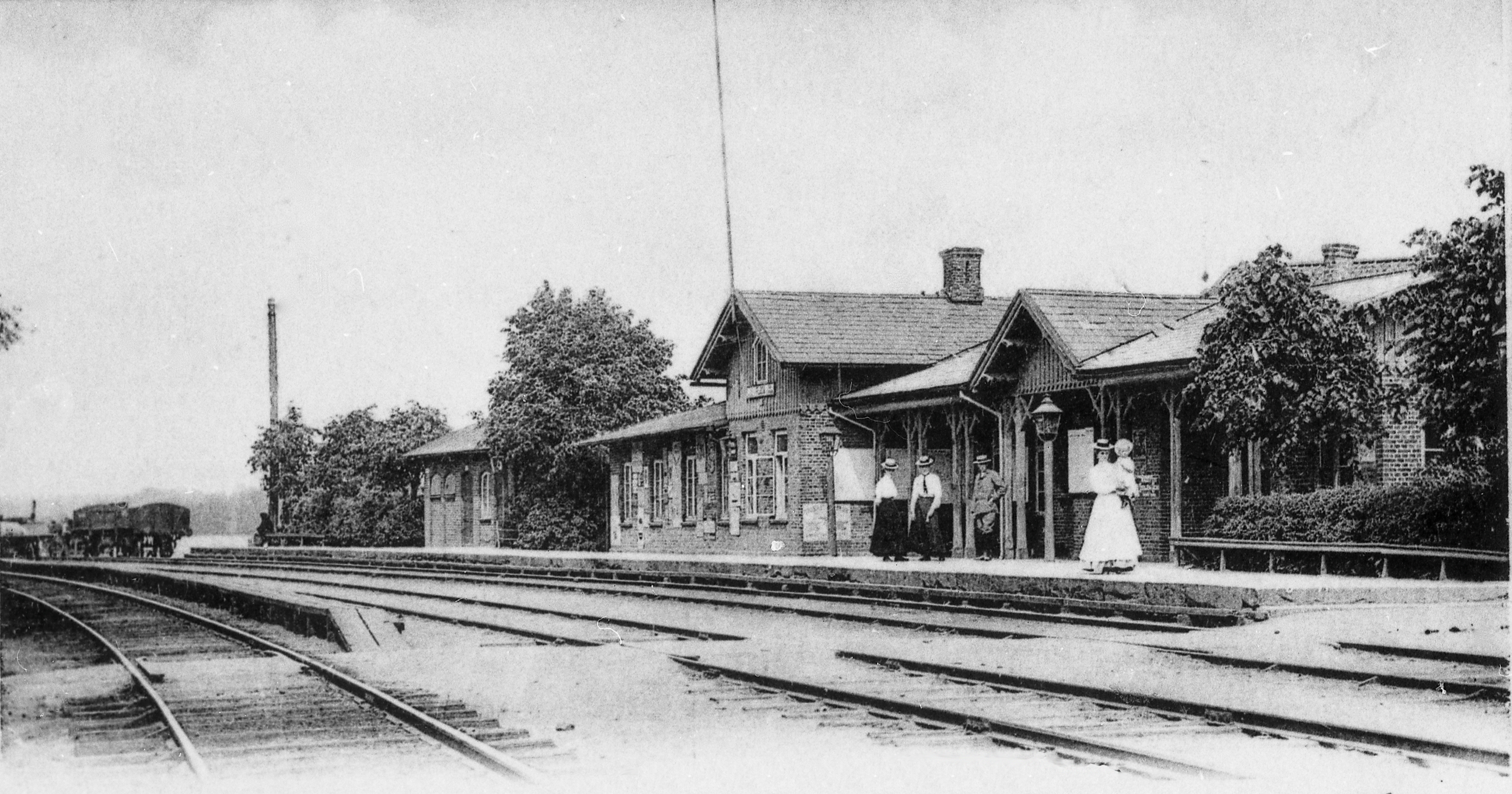
Floda station cirka 1898 med det första stationshuset.

Stationen öppnades för trafik 1857, två år efter att arbetet med Västra stambanan hade påbörjats. Den ursprungliga stationsbyggnaden var av samma typ som först byggts i Partilled, den så kallade Partilledsmodellen. 

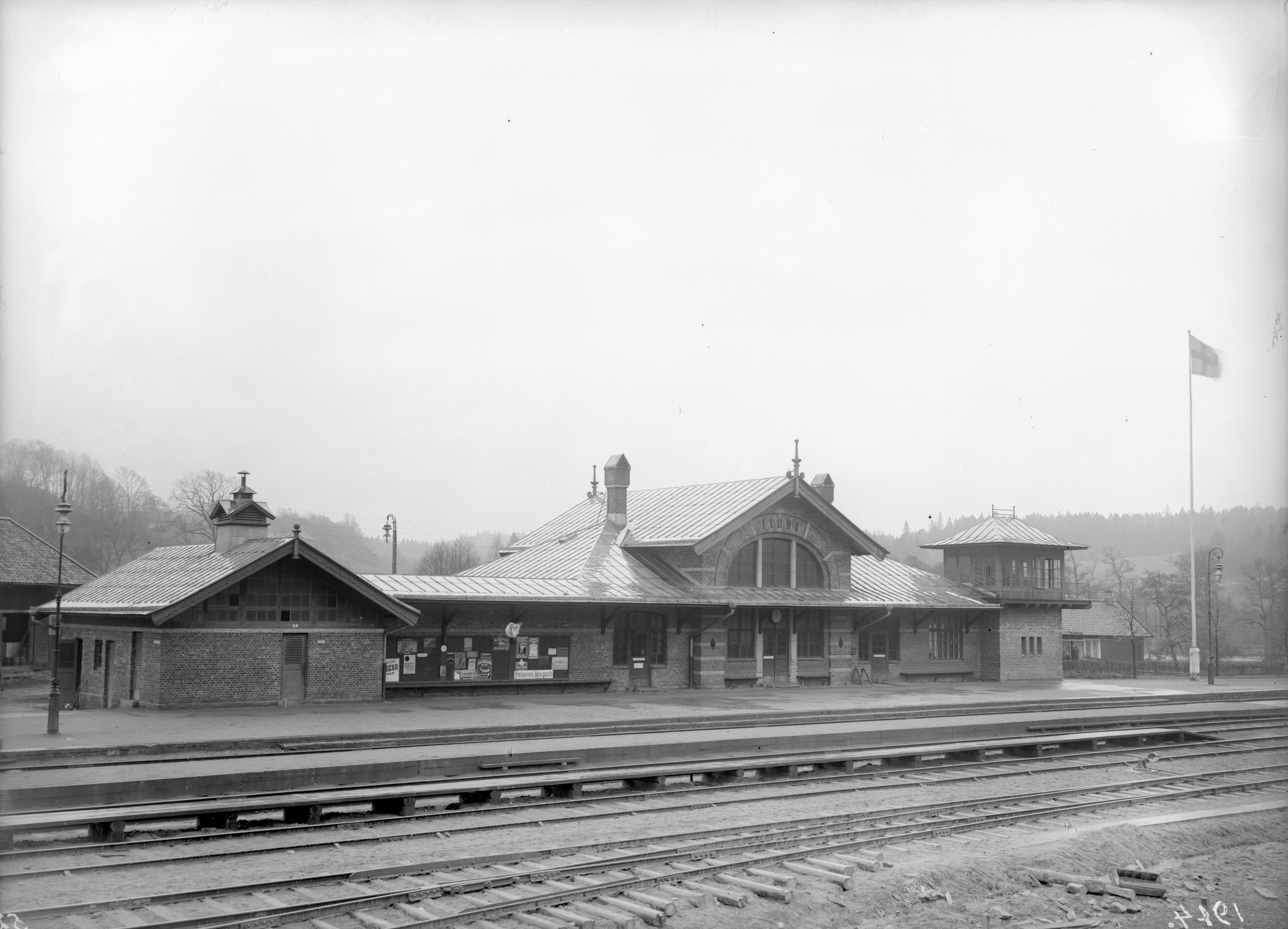
Floda station 1914 med det andra stationshuset.

Det första stationshuset revs 1903 och samma år uppfördes den nuvarande byggnaden. Den nya byggnaden fick en väntsal med ett högt välvt tak, vilket ska ha skapat ett starkt eko. Valvet byggdes senare bort, varvid byggnaden fick sitt nuvarande utseende.

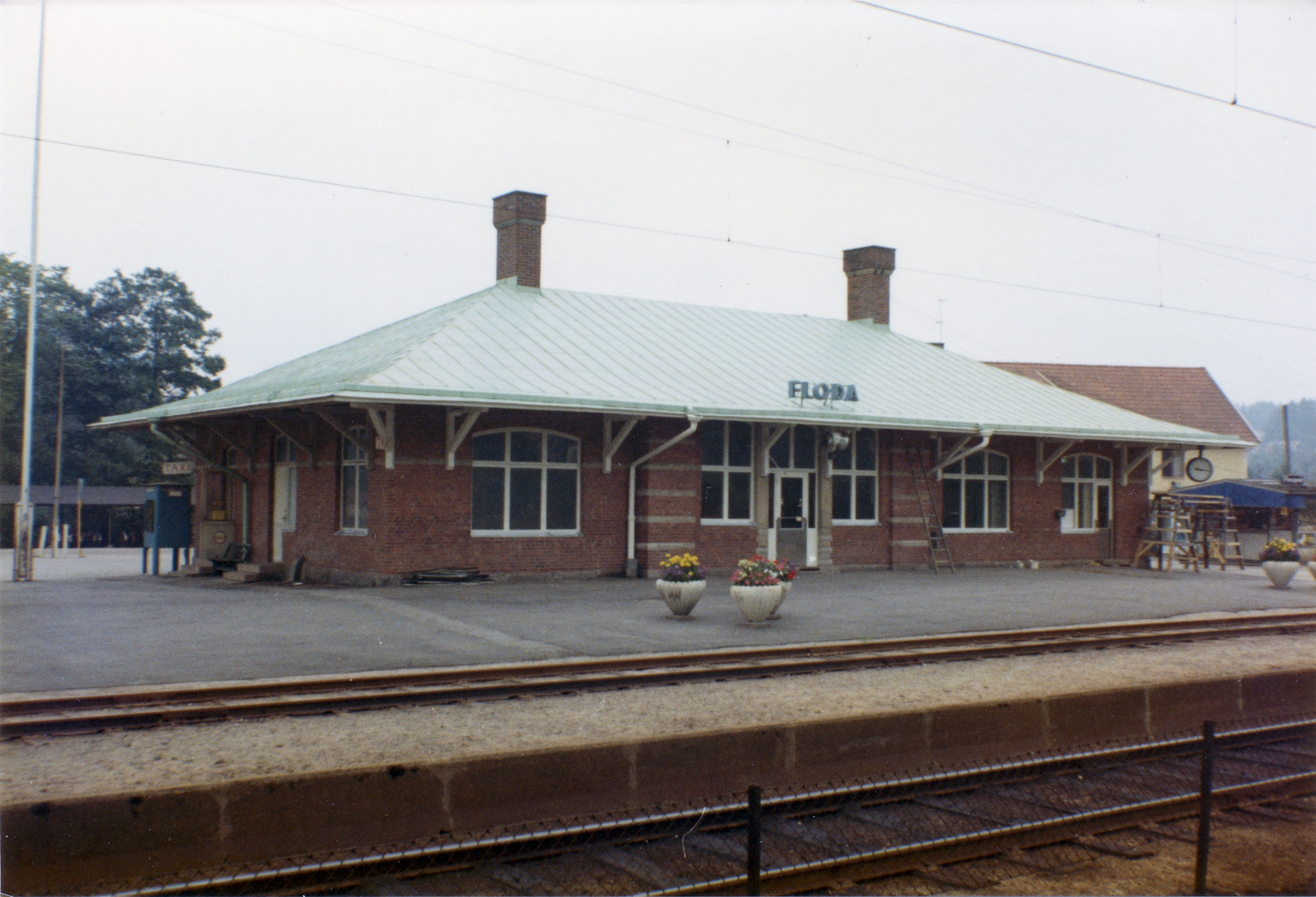
Floda station i slutet av 1960-talet. Efter en omfattande ombyggnad har stationshuset fått sitt nuvarande utseende.

Dubbelspår västerut på sträckan Lerum–Floda öppnades 1915 och österut på sträckan Floda–Alingsås öppnades 1916. Banan elektrifierades 1926.